# 紀元前713年
紀元前713年（きげんぜん713ねん）は、西暦（ローマ暦）による年。紀元前1世紀の共和政ローマ末期以降の古代ローマにおいては、ローマ建国紀元41年として知られていた。紀年法として西暦（キリスト紀元）がヨーロッパで広く普及した中世時代初期以降、この年は紀元前713年と表記されるのが一般的となった。

## 他の紀年法
- 干支 : 戊辰
- 中国
  - 周 - 桓王7年
  - 魯 - 隠公10年
  - 斉 - 釐公18年
  - 晋 - 哀侯5年
  - 秦 - 寧公3年
  - 楚 - 武王28年
  - 宋 - 殤公7年
  - 衛 - 宣公6年
  - 陳 - 桓公32年
  - 蔡 - 桓侯2年
  - 曹 - 桓公44年
  - 鄭 - 荘公31年
  - 燕 - 繆侯16年
- 朝鮮
  - 檀紀1621年
- ユダヤ暦 : 3048年 - 3049年

## できごと

### 中国
- 斉の釐公・鄭の荘公・魯の隠公が中丘で会合し、鄧で盟を交わした。
- 斉・鄭・魯の連合軍が宋を攻撃した。
- 魯軍が宋軍を菅で破り、郜や防を奪った。
- 宋と衛の連合軍が鄭に侵入した。
- 宋・蔡・衛の連合軍が戴を攻撃した。鄭軍が戴を包囲して3カ国の兵を殲滅した。
- 鄭軍が宋を攻撃した。
- 斉・鄭軍の連合軍が郕に侵入した。